# Sven Regener
Sven Regener (* 1. ledna 1961, Brémy) je německý hudebník a spisovatel. V roce 1971 začal hrát na kytaru a o pět let později na trubku. V roce 1982 vydal s kapelou Zatopek stejnojmenné album. Později vystupoval se skupinou Neue Liebe a roku 1985 založil v Berlíně skupinu Element of Crime; je autorem většiny textů této skupiny a autorsky se podílí také na hudbě.

## Publikační činnost (výběr)
Svůj první román nazvaný Herr Lehmann publikoval v roce 2001; této knihy se jen v Německu prodaly dva miliony výtisků a byla přeložena do šestnácti jazyků. V roce 2017 byl v tzv. širší nominaci na Německou knižní cenu za román Wiener Straße.

### Přehled děl v originále
- Herr Lehmann (2001)
- Neue Vahr Süd (2004)
- Angulus Durus (2006)
- Der kleine Bruder (2008)
- Meine Jahre mit Hamburg Heiner (2011)
- Magical Mystery oder die Rückkehr des Karl Schmidt (2013)
- Wiener Straße (2017)

### České překlady
- Ještě jedno, pane Lehmanne. 1. vyd. Brno: Doplněk, 2009. 212 S. Překlad: Jana Zoubková